# Емельянов Дор
Емельянов Дор — деревня в Кичменгско-Городецком районе Вологодской области.
Входит в состав Городецкого сельского поселения (с 1 января 2006 года по 1 апреля 2013 года входила в Шонгское сельское поселение), с точки зрения административно-территориального деления — в Емельяновский сельсовет.
Расстояние до районного центра Кичменгского Городка по автодороге составляет 29 км. Ближайшие населённые пункты — Малиновка, Заболотный, Долматово.
Население по данным переписи 2002 года — 92 человека (48 мужчин, 44 женщины). Всё население — русские.